# Jorge Andrés Martínez
Jorge Andrés Martínez Barrios (* 5. April 1983 in Las Piedras) ist ein uruguayischer ehemaliger Fußballspieler. Er wurde als offensiver Mittelfeldspieler oder als Stürmer eingesetzt.

## Karriere

### Verein

#### Karrierestart in Uruguay
Jorge Andrés „Malaka“ Martínez begann seine Karriere in der Jugendmannschaft der Montevideo Wanderers. Im Jahr 2000 debütierte er in der Primera División. Für die Montevideo Wanderers bestritt er in der Saison 2001/02 33 Partien und erzielte zwei Treffer. Auch in der darauffolgenden Spielzeit gehörte der Offensivspieler zum Stammkader der Wanderers und erzielte sieben Tore. Nachdem er in den folgenden drei Jahren nicht mehr zu den Stammspielern zählte, verließ er während der Spielzeit 2005/06 den Verein und unterzeichnete einen Vertrag beim Stadtrivalen Nacional Montevideo. In seiner ersten Saison bei Nacional gewann er mit der Mannschaft die Primera División Profesional de Uruguay, die uruguayische Meisterschaft. Er blieb noch ein weiteres Jahr beim Verein.

#### Wechsel nach Europa
Im Sommer 2007 wechselte nach Italien zu Catania Calcio. Bei den Sizilianern konnte er sich mit konstanten Leistungen in der Serie A etablieren und erzielte in seiner Debütsaison für Catania acht Ligatore. Auch in den zwei folgenden Spielzeiten gehörte er zu den besten Angreifern der Mannschaft und sorgte mit seinen Toren für den Klassenerhalt des Teams. Insgesamt absolvierte er für Catania Calcio 86 Spiele in der Serie A und erzielte 22 Tore.
Am 1. Juli 2010 vermeldete der italienische Rekordmeister Juventus Turin Martínez’ Verpflichtung für zwölf Millionen Euro. Der Offensivspieler unterzeichnete einen Vierjahresvertrag. In der Saison 2010/11 bestritt er für die Turiner 14 Liga-Partien. Einen Torerfolg konnte er jedoch nicht verzeichnen.
Ende August 2011 wurde er an den AC Cesena verliehen. Dort werden in der Spielzeit 2011/12 13 Einsätze (kein Tor) für Martínez in der Serie A geführt. Den ersten Teil der Saison 2012/13 bestritt er leihweise beim rumänischen Klub CFR Cluj. Da er in der Hinrunde nicht zum Einsatz kam, kehrte er bereits im Januar 2013 zu Juventus zurück.
Am 2. September 2013 wechselte er auf für ein Jahr auf Leihbasis zu Novara Calcio in die Serie B. Zuvor hatte er einige Wochen lang bei Juventud in Uruguay mittrainiert. In der Spielzeit 2013/14 kam er dort allerdings nicht zum Zug. Lediglich in der Play-out-Partie der Serie B am 13. Juni 2014 gegen Varese kam er zu einem Kurzeinsatz. Im August 2014 kehrte er nach Uruguay zurück und schloss sich dem Erstligisten Juventud im Rahmen einer einjährigen Leihe an. In der Saison 2014/15 wurde er dort elfmal (ein Tor) eingesetzt. Während der Spielzeit 2015/16 absolvierte er sechs weitere Erstligaspiele (kein Tor). Mitte 2016 lief sein Vertrag bei den Italienern nach sechs Jahren aus. Martínez verblieb beim bis dahin ihn ausleihenden uruguayischen Klub Juventud. In der Saison 2016 kam er einmal (kein Tor) in der Liga zum Einsatz. Anschließend sind bislang (Stand: 8. Juli 2017) keine weiteren Einsätze für ihn verzeichnet.

### Nationalmannschaft
Martínez gehörte 2003 der uruguayischen U-20-Auswahl an, die an der U-20-Südamerikameisterschaft 2003 in Uruguay teilnahm. Im Verlaufe des Turniers kam er mindestens in den Partien gegen Ecuador (5. Januar 2003), Peru (7. Januar 2003, ein Tor), Brasilien (9. Januar 2003), Bolivien (13. Januar 2003) und Argentinien (16. Januar 2003) zum Einsatz und traf einmal ins gegnerische Tor. Im U-23-Team Uruguays, der Olympiaauswahl, absolvierte er unter Trainer Juan Ramón Carrasco drei Länderspiele, als er in der mit 0:3 verlorenen Partie gegen Chiles Auswahl am 7. Januar 2004, beim 1:1-Unentschieden am 11. Januar 2004 gegen Brasilien und bei der 1:2-Niederlage gegen Paraguay am 15. Januar 2004 im vorolympischen südamerikanischen U-23 Qualifikationsturnier eingesetzt wurde. Ein Tor erzielte er nicht.
Martínez debütierte am 8. Juni 2003 für die uruguayische Fußballnationalmannschaft. Seinen letzten Einsatz für die Celeste absolvierte er am 3. März 2010. Insgesamt stehen 14 Länderspiele (ein Tor) für ihn zu Buche. Der Angreifer nahm mit Uruguay an der Copa América 2004 teil, bei der er zwei Partien bestritt und ohne Torerfolg blieb.

### Erfolge
- Uruguayischer Meister: 2005/06

## Verweise